# Hersheypark Stadium
El Hersheypark Stadium es un estadio multiusos ubicado en la ciudad de Hershey, Pensilvania ubicado dentro de Hersheypark y actualmente es la sede del Hershey FC de la NPSL.

## Historia
Fue construido el 18 de mayo de 1939 y ha sido utilizado para varias actividades que no son precisamente deportivas como la toma de posesión del presidente Dwight D. Eisenhower y parte de la carrera presidencial de George W. Bush. También ha sido sede del Tournament of Bands y la Cavalcade of Bands.
También fue la sede de la fase final del Preolímpico de Concacaf de 2000, donde Estados Unidos y Honduras lograron la clasificación a los Juegos Olímpicos de Sídney 2000.
También fue sede por primera vez para Estados Unidos el 9 de mayo de 1990 en un partido amistoso ante Polonia. En el año 2000 fue sede de un partido de la Copa de Oro Femenina de la Concacaf de 2000.

## Partidos internacionales
| Fecha               | Partido                               | Evento                                      | Asistencia |
| ------------------- | ------------------------------------- | ------------------------------------------- | ---------- |
| 9 de mayo de 1990   | Estados Unidos 3–0 Polonia            | Amistoso                                    | -          |
| 22 de abril de 1999 | Estados Unidos 2–1 China              | Amistoso femenil                            | 15,257     |
| 23 de junio de 2000 | Estados Unidos 11–0 Trinidad y Tobago | Copa de Oro Femenina de la Concacaf de 2000 | 10,483     |